# Anthony Atala

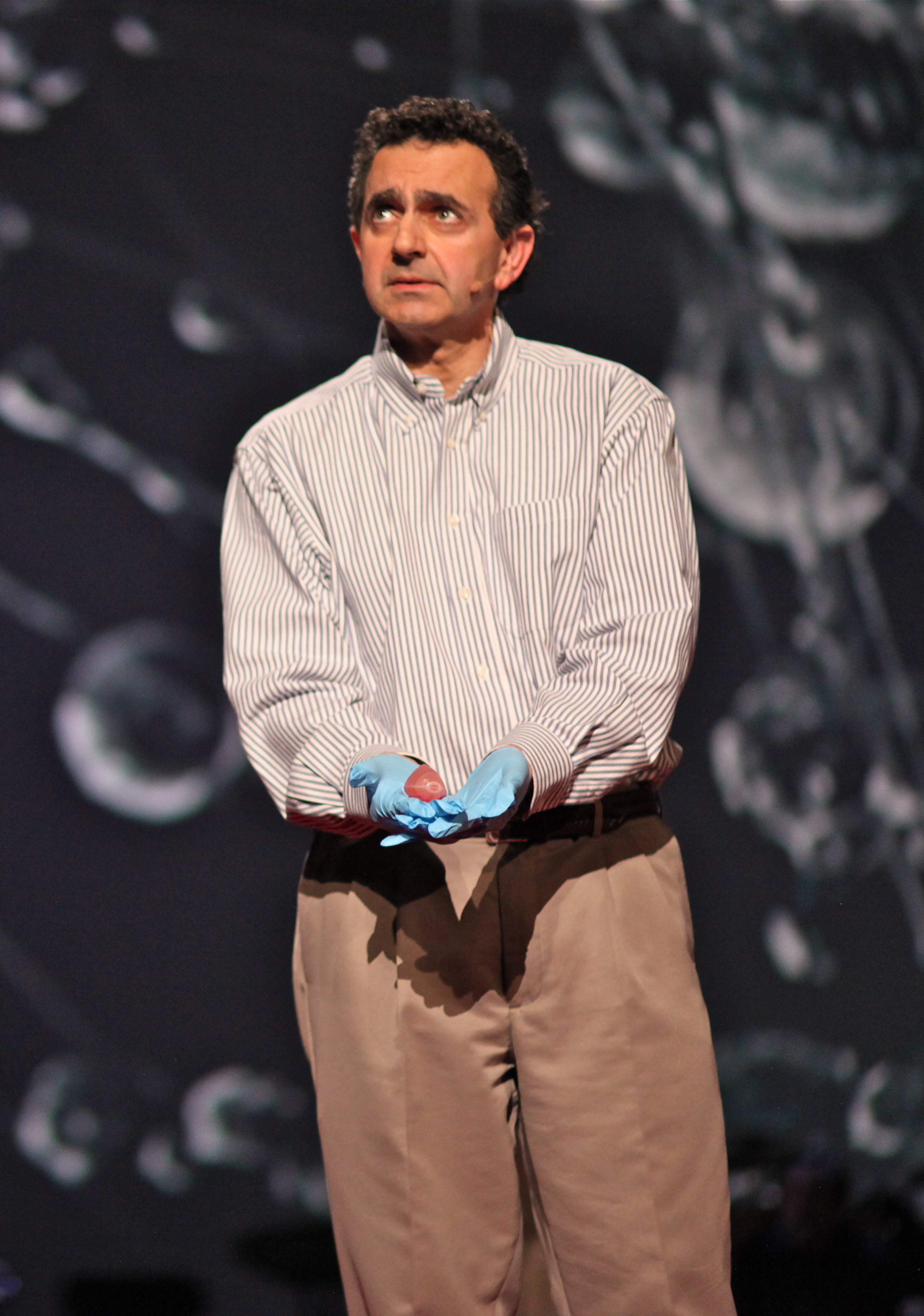
Anthony Atala bei einem TED Talk 2011 mit einer gedruckten Niere

Anthony Atala (* 14. Juli 1958 in Peru) ist ein US-amerikanischer Bioingenieur, Urologe und Kinderchirurg. Er ist Professor für Urologie, Gründungsdirektor des Wake Forest Institute for Regenerative Medicine sowie Vorsitzender der Abteilung für Urologie an der Wake Forest School of Medicine in North Carolina.
Atala ist der Erfinder des ersten 3D-Bioprinters, dem Integrated Tissue and Organ Printing System (ITOP). Er gilt als eine der führenden Persönlichkeiten auf dem Gebiet des Organdrucks. Atala und sein Team entwickelten das erste im Labor gezüchtete Organ, eine Blase, die 2006 einem Menschen eingepflanzt werden konnte. Er entwickelt außerdem eine experimentelle Technologie, mit der menschliches Gewebe auf Anfrage 3D-gedruckt werden kann.

## Leben und Wirken
Atala wurde in Peru geboren und wuchs in Coral Gables, Florida, auf. Er absolvierte ein Medizinstudium an der University of Louisville, wobei er sich auf den Fachbereich Urologie spezialisierte. Von 1990 bis 1992 war er Research Fellow am Boston Children’s Hospital, wo er unter den Kinderurologen Alan Retik und Hardy Hendren ausgebildet wurde.
Atala war Direktor des Labors für Gewebezüchtung und Zelltherapie am Boston Children’s Hospital, wo er sich mit der Züchtung von menschlichem Gewebe und Organen befasste, um durch Krankheit oder Defekt geschädigte Organe zu ersetzen. Diese Arbeit wurde insbesondere durch den Mangel an Organspenden wichtig.
Nach dem Wechsel zum Wake Forest Baptist Medical Center sowie zur Wake Forest School of Medicine im Jahr 2004 setzte Atala seine Forschung im Bereich der Gewebezüchtung und der druckbaren Organe fort.
Atala ist Herausgeber von drei Journals sowie Autor von 14 Büchern. Er hat über 500 Zeitschriftenartikel publiziert und mehr als 250 nationale und internationale Patente erhalten. Mehr als 12 Technologieanwendungen, die in Atalas Labor entwickelt wurden, sind bereits klinisch eingesetzt worden. Er ist Mitglied des Redaktionsausschusses der Fachzeitschrift Rejuvenation Research, des nationalen Beirats der High Point University und des Forschungsbeirats der SENS Research Foundation sowie Gründungsmitglied der Tissue Engineering and Regenerative Medicine International Society (TERMIS). Zudem ist er Direktor des Armed Forces Institute of Regenerative Medicine, eines staatlich finanzierten Instituts, das zur Anwendung der regenerativen Medizin gegründet wurde.

## Auszeichnungen (Auswahl)
- 2016: American Ingenuity Award for Life Sciences[11]
- 2011: World Technology Award in Health and Medicine
- 2010: Samuel D. Gross Prize[12]
- 2000: Gold Cystoscope Award[13]
- 2000: Christopher Columbus Foundation Award[14]

## Publikationen (Auswahl)
- mit Sang Jin Lee und James Yoo (Hrsg.): In Situ Tissue Regeneration, Elsevier: Amsterdam u. a. 2016, ISBN 978-0-12-802225-2.
- mit Robert Lanza, Robert Nerem und James Thomson (Hrsg.): Foundations of Regenerative Medicine, Elsevier: Amsterdam u. a. 2009, ISBN 978-0-12-375085-3.
- mit Robert Lanza, Robert Nerem und James Thomson (Hrsg.): Principles of Regenerative Medicine, Elsevier: Amsterdam u. a. 2008, ISBN 978-0-12-369410-2.